# Gunsho Ruijū
Beim Gunsho Ruijū (jap. 群書類從, modern: 群書類従, dt. „klassifizierte Schriftensammlung“, GR) handelt es sich um die wohl wichtigste Sammlung japanischer Geschichtsquellen.

## Sammlung

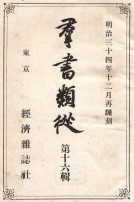
Vorsatzblatt (Meiji 34)

Begonnen wurde die monumentale Sammlung, die sämtliche nach Abschluss der offiziellen Reichannalen erschienenen Geschichtswerke zu erfassen sucht, vom blinden Hanawa Hokiichi (塙 保己一; 1746–1821) mit Unterstützung des Bakufu.
Die erste Reihe des Produkts vierzigjähriger Arbeit erschien 1819. Sie ist in 25 Sachgruppen gegliedert mit den Volltexten von 1270 Werken. Eine moderne Druckausgabe erschien in 19 Bänden 1894–1912. Bibliographisch erschlossen wird die Sammlung im Gunsho Kaidai (30 Bände), das ab 1953 erschienen. Die Sammlung diente dem Japanologen Hermann Bohner als Grundlage seiner Übersetzungen.
Eine zweite Reihe, herausgegeben vom Sohn Hokiichis, Hanawa Tadatomi (塙 忠宝) erschien ab 1821. Sie gibt unter dem Titel Zoku Gunsho Ruijū die Texte weiterer 2103 Titel wieder. Als weitere Ergänzung erschienen zwei Zoku Zoku Gunsho Ruijū. Das erste mit 16 Werken wurde 1903-4 in 5 Bänden gedruckt. Das zweite erschien 1906-9 und führt 304 Quellen in 16 Bänden auf.
Eine weitere von Hanawa Tadatomi begonnene Quellensammlung ist das Dai-Nippon-shiryō, das ab 1901 von der Kaiserlichen Universität Tokio herausgegeben wurde. Deren Zweck ist es, eine Dokumentation der tausendjährigen Reichsgeschichte von 887 bis 1867 zu geben.

## Druckausgaben und Ergänzungen
- Gunsho-ruijū. Tokio 1894-, Keizai Zasshisha
- Shinkō Gunsho-ruijū. Tokio 1936, Naigai Shoseki, 2 Bände
- Gunsho-ruijū seizoku bunrui sōmoku. Tokio 1959, 410 Seiten (Klassifizierter Katalog der Haupt- und Ergänzugssammlungen)
- Mozume Takami (Hrsg.): Gunsho sakuin 群書索引. Tokio 1928, Kobunko Kankōkai (Konkordanz), 3 Bände
- vom zu diesem Zweck gegründeten Verlag: Zoku-gunsho-ruijū Kanseikai (續群書類從完成會)
  - Zoku-Gunsho-ruijū. Tokio 1923–30, 72 Bände
  - Gunsho-kaidai (群書解題). Tokio 1960-7, 22 Vol. in 30 Bänden (Zusammenfassungen der Werke im GR und Z-GR)
  - Gunsho kaidai sōmokuji (群書解題総目次). Tokio 1967 (Index, zur Ausgabe 1960)

## Weblink
Die Volltexte zahlreicher Bände des Zoku-Gunsho-ruijū und Zoku-Zoku-Gunsho-ruijū stehen auf archive.org zur Verfügung.